# Moctezuma Serrato
Moctezuma Serratos Salinas (Cuernavaca, 14 de septiembre de 1976) es un exfutbolista mexicano que jugaba de delantero realizando la mayoría de su carrera en el fútbol mexicano.

## Trayectoria
Surgido de las fuerzas básicas de Club América aunque no logró debutar con las águilas. Deambulo en varios equipos de la Liga de Ascenso de México empezando por Club Zacatepec. En San Luis fue uno de los héroes que le dieron el ascenso a los potosinos en 2002 al anotar el gol de oro ante Tigrillos. Inmediatamente llegó a Club América en Apertura 2002 donde no observo el mismo nivel que en San Luis, fallo un gol clave en el Estadio Azteca ante Santos en los cuartos de final que costo la eliminación americanista cuando iban perfilados al título tras su súperliderato. Regreso a San Luis en 2003 donde se revalido y llegaría a ser contratado por Pumas y Tecos antes de abandonar el máximo circuito en definitiva hacia el 2004.
Posteriormente militó en equipos peruanos, argentinos, costarricenses y guatemaltecos. Anunció su retiro en mayo de 2012. Tras su trayecto se ha desempeñado como Director del Instituto del Deporte de Cuernavaca en la gestión de Cuauhtémoc Blanco.

## Clubes
| Club                    | País       | Año         |
| ----------------------- | ---------- | ----------- |
| Zacatepec               | México     | 1998 - 1999 |
| Ángeles de Puebla       | México     | 1999 - 2000 |
| Zacatepec               | México     | 2000 - 2001 |
| San Luis                | México     | 2002        |
| América                 | México     | 2002        |
| San Luis                | México     | 2003        |
| UNAM                    | México     | 2003 - 2004 |
| Tecos de la UAG         | México     | 2004        |
| Cienciano               | Perú       | 2005        |
| Club Zacatepec          | México     | 2006        |
| Defensa y Justicia      | Argentina  | 2006        |
| Águilas Riviera Maya    | México     | 2007        |
| Lobos de la BUAP        | México     | 2007        |
| Club Sport Herediano    | Costa Rica | 2007        |
| Real de Colima          | México     | 2008 - 2009 |
| Peñarol La Mesilla      | Guatemala  | 2010        |
| Indios de Ciudad Juárez | México     | 2011 - 2012 |
| Deportivo Coatepeque    | Guatemala  | 2012        |